# Falaën
Falaën (wa. Falayin) – dzielnica (section) gminy Onhaye w Belgii, w Regionie Walońskim, w prowincji Namur, w okręgu Dinant. 1 stycznia 2020 roku liczyła 553 mieszkańców. Do 31 grudnia 1976 r. samodzielna gmina. 

## Demografia
Liczba mieszkańców, stan na 1 stycznia:
| Rok                | 1930 | 1947 | 1961 | 2020 |
| ------------------ | ---- | ---- | ---- | ---- |
| Liczba mieszkańców | 557  | 589  | 525  | 553  |